# Casa Navés
L Casa Navés és una obra de Cervera (Segarra) inclosa a l'Inventari del Patrimoni Arquitectònic de Catalunya.

## Descripció
Edifici de pedra, actualment arrebossar, de grans dimensions i tres plantes. A la planta baixa hi ha tres portes quadrangulars fetes modernament, per damunt encara es veuen les restes dels arcs de mig punt de les portes anteriors. La primera planta presenta dos balcons. El situat al costat esquerre té una porta sortida de balcó i una barana de forja, l'altre dues portes balconeres quadrangulars i una barana de ferro forjat. La planta superior fa funció de golfa i té dos portes balconeres amb barana de ferro forjat poc sortint.

## Història
Ramón de Navés, de Barcelona, procedeix de la casa Navés de Cervera, a la qual pertanyien el portal de pedra i les magnífiques portes de fusta de l'oratori, que foren traslladades al vestíbul del Museu Comarcal l'any 1958, en ser venuda la casa, que aleshores pertanyia als hereus de Víctor Sanpere i Labrós. A l'escut del portal de l'oratori hi són visibles els senyals heràldics de Navés, Mateu i Joan. Durant el segle xvi, personatges del llinatge dels Navés ocuparen càrrecs al Consell Municipal. L'any 1660 Ramon de Navés comprà la casa del carrer major, transformada pel seu fill. El fill d'aquest últim prengué part molt activa dins el partit felipista de la guerra de Successió.